# OpenBGPD
OpenBGPD är en BSD-licenserad BGP som startades av utvecklare från OpenBSD projektet. I OpenBGPD inkluderas även en OSPF daemon.
OpenBGPD utvecklats av Henning Brauer och Claudio Jeker. OpenOSPFD utvecklas främst av Esben Nørby.